# Blomstermåla
Blomstermåla (pronunciación en sueco: /blɔmstɛrˈmôːla/) es un localidad sueca situada en el municipio de Mönsterås, en el condado de Kalmar.